# Эскобер, Донис
До́нис Салатье́ль Эскобе́р Исаги́рре (исп. Donis Salatiel Escober Izaguirre; 3 февраля 1981, Сан-Игнасио) — гондурасский футболист, вратарь. Выступал за сборную Гондураса.

## Карьера

### Клубная
Эскобер начал играть за «Олимпию» в 2001 году и в дебютном сезоне провёл 22 матча. После прихода Ноэля Вальядареса Донис играл всё реже и в итоге ни в «Олимпии», ни в сборной соревноваться с Вальядаресом Эскобер не смог.
Неоднократный чемпион Гондураса.

### Международная
В сборной с 2002 года. Принимал участие в Золотом кубке КОНКАКАФ 2009 и чемпионате мира 2010, на обоих турнирах был дублёром Ноэля Вальядареса.